# Una donna per amica
Pour plus de détails, voir Fiche technique et Distribution.
Una donna per amica est une comédie romantique italienne réalisée par Giovanni Veronesi et sortie en 2014.

## Synopsis
Francesco et Claudia sont un couple d'amis qui partagent les joies et les peines du célibat, mais qui sont en même temps très unis par une relation sincère et sans attaches. Il est divorcé et travaille comme avocat, tout en étant une personne de bonne humeur avec laquelle n'importe qui peut se sentir à l'aise. Claudia est une vétérinaire de père italien et de mère française, au corps presque parfait et très belle.
Alors que tout semble aller bien pour eux deux et que tout est en ordre, Claudia décide d'épouser un garçon nommé Giovanni, qu'elle a rencontré seulement trois jours auparavant. Cette situation met Francesco très en colère, qui découvre qu'ils n'étaient pas vraiment de bons amis, mais qu'il était amoureux d'elle.

## Fiche technique
- Titre original italien : Una donna per amica[1],[2],[3],[4] (litt. « Une femme pour amie »)
- Réalisation : Giovanni Veronesi
- Scénario : Giovanni Veronesi, Ugo Chiti
- Photographie : Alvaro Mancori
- Montage : Enzo Alfonsi
- Musique : Roberto Nicolosi (it)
- Décors : Ernest Kromberg
- Costumes : Giancarlo Bartolini Salimbeni (it)
- Société de production : Fandango, Ogi Film
- Format : couleurs - 2,35:1 - son mono - 35 mm
- Pays de production :  Italie
- Langue originale : italien
- Durée : 88 minutes
- Genre : comédie romantique
- Date de sortie :
  - Italie : 27 février 2014

## Distribution
- Fabio De Luigi : Francesco De Biase
- Laetitia Casta : Claudia Casamacchia
- Valeria Solarino : Anna
- Monica Scattini : Elga
- Geppi Cucciari : Cecilia
- Virginia Raffaele Patrizia
- Antonia Liskova : Antonia
- Flavio Montrucchio : Luca
- Valentina Lodovini : Lia
- Adriano Giannini : Giovanni
- Miriam Dalmazio : Giulia
- Emma Blasi : la fille de Francesco
- Vittoria Amore : concierge
- Luigi Angiuli : M. Leo
- Cinzia Marseglia : dame aux cheveux blancs
- Antonella Bavaro : médecin
- Giannicola Resta : gérant
- Gennaro Diana : policier
- Vito Mancini : policier
- Antonio Loiacono : policier de l'aéroport
- Alessandra Sarno : garde
- Lia Cellamare : secrétaire Francesco
- Alberto Mangiacavallo : maire
- Chiara Torelli : secrétaire
- Giuseppe Fusco : conseiller municipal
- Alessandro Intini : médecin
- Vito Signorile : juge
- Andrea Iaia : Pierpaolo

## Production
Le tournage a commencé le 30 août 2013 et a duré sept semaines à Pérouse, Lecce, Bari, et Trani dans la province de Bari.